# Biathlon-Weltcup 1983/84
| Falun |

| Pontresina |

| Ruhpolding |

| Oberhof |

| Oslo |

In der Saison 1983/84 wurde der Biathlon-Weltcup zum 7. Mal ausgetragen. Die Wettkampfserie bestand aus jeweils fünf Einzel-, Sprint und Staffelrennen für Männer und wurde an fünf Veranstaltungsorten ausgetragen. Neben den fünf Weltcupveranstaltungen in Falun, Pontresina, Ruhpolding, Oberhof und Oslo fanden für Männer die  Olympischen Spiele im jugoslawischen Sarajevo statt, die Ergebnisse gingen jedoch nicht in die Weltcup-Wertung ein. Ab 1984 gingen die Ergebnisse Weltmeisterschaften bis 1994, mit Ausnahme der Weltmeisterschaften 1990, nicht in die Weltcupwertung ein. Für die Frauen fanden die ersten Weltmeisterschaften im französischen Chamonix statt.
Den Gesamtweltcup bei den Männern gewann Frank-Peter Roetsch vor Peter Angerer und Eirik Kvalfoss.

## Resultate
| 1. Weltcup in Falun, 6. bis 8. Januar 1984 | 1. Weltcup in Falun, 6. bis 8. Januar 1984 | 1. Weltcup in Falun, 6. bis 8. Januar 1984 | 1. Weltcup in Falun, 6. bis 8. Januar 1984 | 1. Weltcup in Falun, 6. bis 8. Januar 1984                                             |
| ------------------------------------------ | ------------------------------------------ | ------------------------------------------ | ------------------------------------------ | -------------------------------------------------------------------------------------- |
| Datum                                      | Disziplin                                  | Erster Platz                               | Zweiter Platz                              | Dritter Platz                                                                          |
| 6. Januar 1984 (Fr.)                       | Einzel (20 km)                             | Odd Lirhus                                 | Yvon Mougel                                | Tapio Piipponen                                                                        |
| 7. Januar 1984 (Sa.)                       | Sprint (10 km)                             | Algimantas Šalna                           | Risto Punkka                               | Eirik Kvalfoss                                                                         |
| 8. Januar 1984 (So.)                       | Staffel (4 × 7,5 km)                       | Sowjetunion 1                              | Sowjetunion 2                              | Deutsche Demokratische RepublikMaik Dietz Jürgen Wirth André Sehmisch Karsten Langhelm |

| 2. Weltcup in Pontresina, 12. bis 15. Januar 1984 | 2. Weltcup in Pontresina, 12. bis 15. Januar 1984 | 2. Weltcup in Pontresina, 12. bis 15. Januar 1984             | 2. Weltcup in Pontresina, 12. bis 15. Januar 1984   | 2. Weltcup in Pontresina, 12. bis 15. Januar 1984                    |
| ------------------------------------------------- | ------------------------------------------------- | ------------------------------------------------------------- | --------------------------------------------------- | -------------------------------------------------------------------- |
| Datum                                             | Disziplin                                         | Erster Platz                                                  | Zweiter Platz                                       | Dritter Platz                                                        |
| 12. Januar 1984 (Do.)                             | Einzel (20 km)                                    | Fritz Fischer                                                 | Frank-Peter Roetsch                                 | Holger Wick                                                          |
| 14. Januar 1984 (Sa.)                             | Sprint (10 km)                                    | Eirik Kvalfoss                                                | Frank-Peter Roetsch                                 | Ralf Göthel                                                          |
| 15. Januar 1984 (So.)                             | Staffel (4 × 7,5 km)                              | NorwegenEirik Kvalfoss Øivind Nerhagen Odd Lirhus Svein Engen | SowjetunionAntipow Sergei Antonow O. Antipow Wajgin | BR DeutschlandStefan Höck Walter Pichler Peter Angerer Fritz Fischer |

| 3. Weltcup in Ruhpolding, 19. bis 22. Januar 1984 | 3. Weltcup in Ruhpolding, 19. bis 22. Januar 1984 | 3. Weltcup in Ruhpolding, 19. bis 22. Januar 1984                                           | 3. Weltcup in Ruhpolding, 19. bis 22. Januar 1984                    | 3. Weltcup in Ruhpolding, 19. bis 22. Januar 1984            |
| ------------------------------------------------- | ------------------------------------------------- | ------------------------------------------------------------------------------------------- | -------------------------------------------------------------------- | ------------------------------------------------------------ |
| Datum                                             | Disziplin                                         | Erster Platz                                                                                | Zweiter Platz                                                        | Dritter Platz                                                |
| 19. Januar 1984 (Do.)                             | Einzel (20 km)                                    | Peter Angerer                                                                               | Tapio Piipponen                                                      | Rolf Storsveen                                               |
| 21. Januar 1984 (Sa.)                             | Sprint (10 km)                                    | Peter Angerer                                                                               | Terje Krokstad                                                       | Frank-Peter Roetsch                                          |
| 22. Januar 1984 (So.)                             | Staffel (4 × 7,5 km)                              | Deutsche Demokratische RepublikHolger Wick Frank-Peter Roetsch Matthias Jacob Frank Ullrich | BR DeutschlandStefan Höck Walter Pichler Peter Angerer Fritz Fischer | NorwegenRolf Storsveen Odd Lirhus Terje Krokstad Kjell Søbak |

| 4. Weltcup in Oberhof, 1. bis 4. März 1984 | 4. Weltcup in Oberhof, 1. bis 4. März 1984 | 4. Weltcup in Oberhof, 1. bis 4. März 1984                                  | 4. Weltcup in Oberhof, 1. bis 4. März 1984                                                | 4. Weltcup in Oberhof, 1. bis 4. März 1984                       |
| ------------------------------------------ | ------------------------------------------ | --------------------------------------------------------------------------- | ----------------------------------------------------------------------------------------- | ---------------------------------------------------------------- |
| Datum                                      | Disziplin                                  | Erster Platz                                                                | Zweiter Platz                                                                             | Dritter Platz                                                    |
| 1. März 1984 (Do.)                         | Einzel (20 km)                             | Juri Kaschkarow                                                             | Frank-Peter Roetsch                                                                       | Dmitri Wassiljew                                                 |
| 3. März 1984 (Sa.)                         | Sprint (10 km)                             | Frank-Peter Roetsch                                                         | Algimantas Šalna                                                                          | Peter Angerer                                                    |
| 4. März 1984 (So.)                         | Staffel (4 × 7,5 km)                       | SowjetunionDmitri Wassiljew Juri Kaschkarow Algimantas Šalna Sergei Bulygin | Deutsche Demokratische RepublikHolger Wick Frank-Peter Roetsch Matthias Jacob Ralf Göthel | NorwegenOdd Lirhus Terje Krokstad Øivind Nerhagen Eirik Kvalfoss |

| 5. Weltcup in Oslo, 7. bis 10. März 1984 | 5. Weltcup in Oslo, 7. bis 10. März 1984 | 5. Weltcup in Oslo, 7. bis 10. März 1984                   | 5. Weltcup in Oslo, 7. bis 10. März 1984                                                     | 5. Weltcup in Oslo, 7. bis 10. März 1984                                       |
| ---------------------------------------- | ---------------------------------------- | ---------------------------------------------------------- | -------------------------------------------------------------------------------------------- | ------------------------------------------------------------------------------ |
| Datum                                    | Disziplin                                | Erster Platz                                               | Zweiter Platz                                                                                | Dritter Platz                                                                  |
| 7. März 1984 (Mi.)                       | Einzel (20 km)                           | Peter Angerer                                              | Fritz Fischer                                                                                | Alfred Eder                                                                    |
| 8. März 1984 (Do.)                       | Sprint (10 km)                           | Eirik Kvalfoss                                             | Peter Angerer                                                                                | Frank-Peter Roetsch                                                            |
| 10. März 1984 (Sa.)                      | Staffel (4 × 7,5 km)                     | NorwegenRognstad Eirik Kvalfoss Rolf Storsveen Kjell Søbak | Deutsche Demokratische RepublikAndré Sehmisch Frank-Peter Roetsch Matthias Jacob Ralf Göthel | BR DeutschlandWalter Pichler Fritz Fischer Herbert Fritzenwenger Peter Angerer |

### Weltcupstände
| Endstand nach 10 Rennen (Top 10) |                     |        |       |
| \| Rang \| Name \| Punkte \| Siege \| \| ---- \| ------------------- \| ------ \| ----- \| \| 01 \| Frank-Peter Roetsch \| 139 \| 1 \| \| 02 \| Peter Angerer \| 138 \| 3 \| \| 03 \| Eirik Kvalfoss \| 134 \| 2 \| \| 04 \| Fritz Fischer \| 130 \| 1 \| \| 05 \| Ralf Göthel \| 122 \| 0 \| \| 06 \| Odd Lirhus \| 110 \| 1 \| \| 07 \| Terje Krokstad \| 107 \| 0 \| \| 08 \| Tapio Piipponen \| 95 \| 0 \| \| 09 \| Yvon Mougel \| 93 \| 0 \| \| 10 \| Jan Matouš \| 85 \| 0 \| |                     |        |       |
| Rang | Name                | Punkte | Siege |
| 01 | Frank-Peter Roetsch | 139    | 1     |
| 02 | Peter Angerer       | 138    | 3     |
| 03 | Eirik Kvalfoss      | 134    | 2     |
| 04 | Fritz Fischer       | 130    | 1     |
| 05 | Ralf Göthel         | 122    | 0     |
| 06 | Odd Lirhus          | 110    | 1     |
| 07 | Terje Krokstad      | 107    | 0     |
| 08 | Tapio Piipponen     | 95     | 0     |
| 09 | Yvon Mougel         | 93     | 0     |
| 10 | Jan Matouš          | 85     | 0     |